# Roy Cameron
Gordon Roy Cameron (30 juin 1899 - 7 octobre 1966) est un pathologiste australien.

## Jeunesse et éducation
Cameron est né en 1899 à Echuca, Victoria de George Cameron et de sa femme Emily Pascoe. Il fait ses études dans les écoles publiques des villages locaux, notamment Mitiamo, Lancefield, Dunkeld et enfin (de 1911 à 1917) à Kyneton, bien que de 1913 à 1917, il ait été occupé par le service militaire obligatoire. Il obtient une bourse au Queen's College de l'Université de Melbourne, où il étudie la médecine de février 1916 à 1922, date à laquelle il obtient un MB BS de deuxième classe . Une conférence de Harry Brookes Allen convainc Cameron de se concentrer sur la pathologie et il est nommé Stewart Lecturer of Pathology à l'Université de Melbourne en 1924.

## Carrière
En 1925, Charles Kellaway invite Cameron à travailler à, l'Institut Walter et Eliza Hall en tant que directeur adjoint, où il reste jusqu'en 1927, date à laquelle il part pour occuper un poste à l'University College Hospital (UCH) sous Arthur Boycott, avec l'idée qu'il reviendrait pour succéder à Harry Allen. À la fin de son séjour à Londres, il découvre qu'il ne veut pas revenir et il prend plutôt conseil avec Fred Crewe (technicien en chef de Boycott) et sa femme Alice. En 1929, il devient Graham Scholar en pathologie à l'hôpital, suivi d'une promotion au titre de Beit Fellow for Medical Research en 1930. Il passe un an comme pathologiste à l'hôpital Queen Mary mais, mécontent de son travail, retourne à l'UCH en 1934, cette fois en tant que lecteur en pathologie . Boycott prend sa retraite en tant que lecteur de Morbid Anatomy en 1937 et Cameron lui succède, bien qu'il ait ensuite passé une grande partie de la Seconde Guerre mondiale à travailler avec Joseph Barcroft à Porton Down pour étudier les effets des gaz toxiques. Après la guerre, Roy retourne à l'UCH, cette fois en tant que chef du département Graham.
Il est anobli en 1957. Il a fait sa seule visite de retour en Australie en 1962 pour accepter un doctorat honorifique en droit de l'Université de Melbourne.
Il prend sa retraite en 1964 et est décédé d'une maladie cardiaque le 7 octobre 1966 .